# Hustler
Hustler je měsíční pornografický časopis, který založil Larry Flynt roku 1974. Jeho předchůdcem byl zpravodaj Hustler Newsletter, který sloužil jako reklama pro Flyntovy striptýzové kluby. Ze slabých počátků se časopis vyšplhal až k nákladu okolo tří milionů kusů měsíšně, dnes si drží průměr okolo pěti set tisíc kusů.
Hustler je první americký magazín, který v magazínu zobrazil ženský pohlavní orgán a pubické ochlupení.

## O časopisu

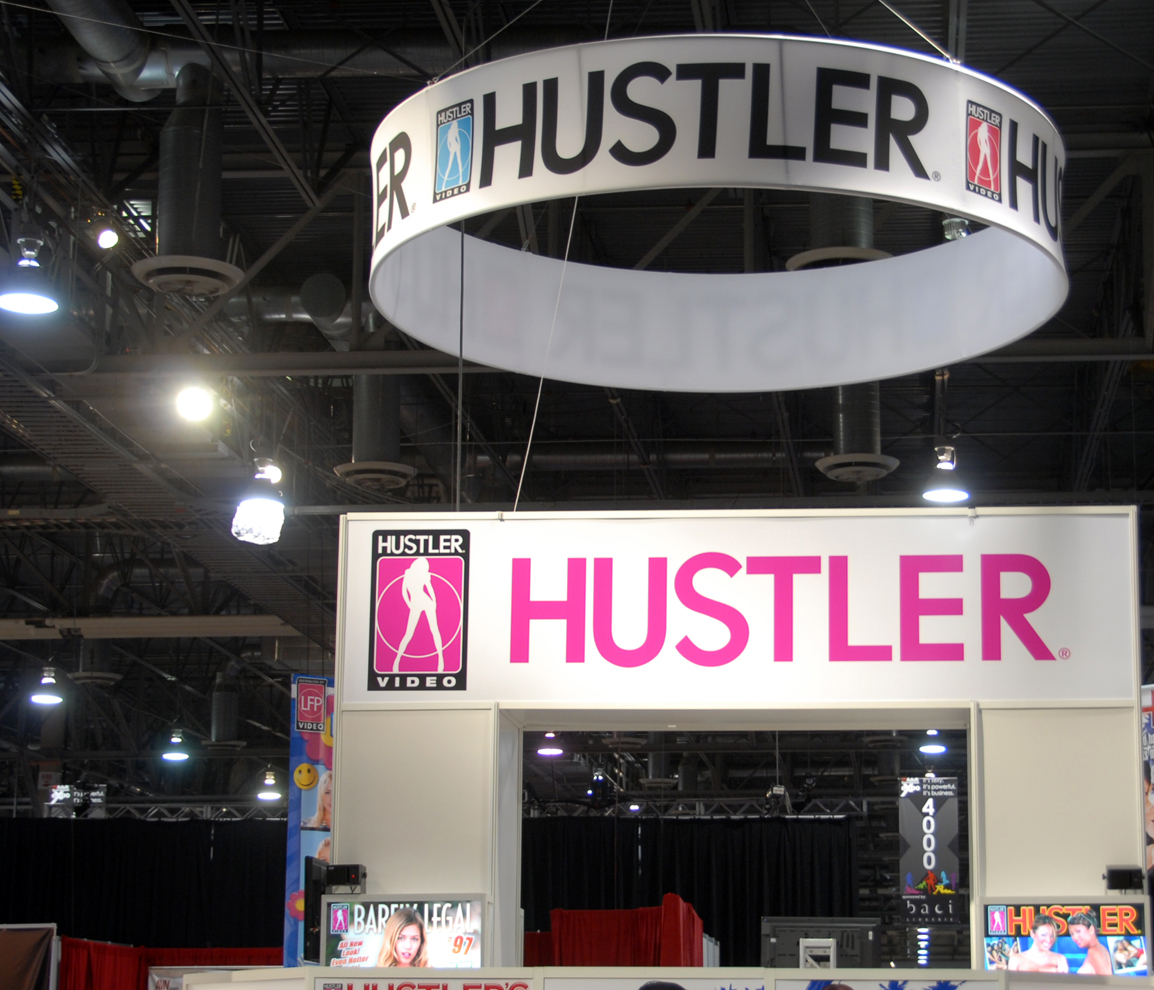
Prezentační stánek společnosti Hustler (2010).

Časopis Hustler vydává společnost Larry Flynt Publications, kterou roku 1974 založil Larry Flynt. Hustler od svého počátku dodnes obsahuje více explicitní materiál než jeho konkurenti Playboy a Penthouse. Známou přílohou jsou sarkastické kresby, které občas znázorňují násilí a mysogynii, jako hromadné znásilnění, incest, pedofilii a rasismus. Třináct let v časopisu vycházel i známý strip Chester the Molester, který popisoval život pedofila. Tyto kresby vyvolaly řadu kritik, zejména z řad feministek, ale Flynt je vždy hájil jako společenskou satiru. Kritiku vyvolal i každoměsíční sloupek Asshole of the Month, ve kterém byly zesměšňovány veřejné osoby.
Často je obsahem časopisu i komentář k politickému či ekonomickému dění. Redaktoři Hustleru dlouho psali z pozice levice, i proto byli obviňováni z populismu a snahy oslovit pracující vrstvu. V 80. letech 20. století Flynt svůj časopis využil ke kritice politiky tehdejšího prezidenta USA Ronalda Reagana a jeho vlády, ale i proti křesťanské pravici. Například v roce 1983 Hustler ve své parodii reklamy na Campari zesměšnil fundamentalistického protestantského reverenda Jerryho Falwella, spor se dostal k soudu, kde Flynt zvítězil při obhajobě svobody projevu a satiry vůči veřejné osobě. Kvůli obsahu časopisu byl Flynt také několikrát žalován z obscénnosti.
Časopis vycházel i v české verzi, kdy první ročník se objevil na trhu v roce 1998. V září 1999 se například na titulní straně objevila fotomontáž prezidenta Václava Havla spolu s obnaženou ministryní zahraničních věcí USA Madeleine Albrightovou.